# Южно-Морской
Южно-Морской — микрорайон города Находка Приморского края России. До 1972 года посёлок назывался Тафуин.

## География
Расположен в 2 километрах от посёлка городского типа Ливадия.

## История

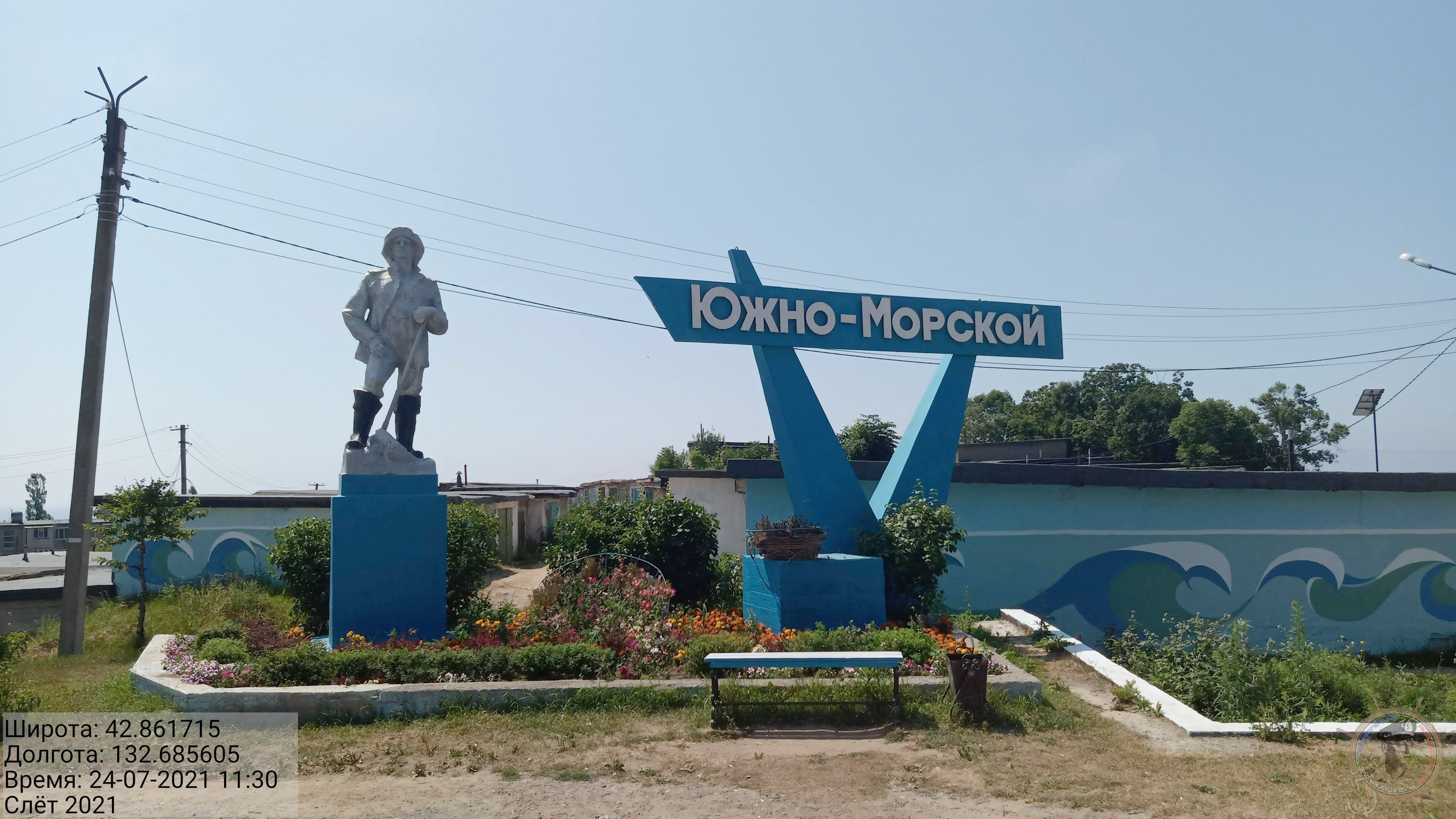
Стелла на въезде в Южно-Морской

В июле 1861 года при исследовании залива Восток экипажем винтового клипера «Гайдамак» под командованием капитан-лейтенанта Пещурова Алексея Алексеевича была открыта удобная для стоянки судов, защищённая от всех штормов гавань, названная Пещуровым именем своего корабля.
23 июля 1861 года экипажем клипера "Гайдамак" при проведении описных работ в заливе Восток была открыта уникальная, защищенная от всех штормов гавань, названная именем корабля. Под командованием капитан-лейтенанта Алексея Алексеевича Пещурова в июле 1861 года парусно-винтовое судно прибыло на Тихий Океан и получило первое задание. Экипажу было необходимо исследовать, выполнить замеры глубин и составить карту залива Восток.
В рамках выполнения работ, была обнаружена безымянная гавань и Пещуров А.А. написал в рапорте: "Гавань Находку я оставил 23 июля (1861 г.) и вечером того же дня, прокачавшись в море под парусами с 10 до 4 часов, вошел в гавань, прозванную именем клипера. Сюда провел нас катер, отправленный для описи с рейда Врангеля и встретивший клипер при входе в заливе Восток. Туманы и дожди и ему (катеру) мешали работать, однако он успел высмотреть хороший уголок, в котором мы тотчас спрятались и за которым, надеемся, останется имя "Гайдамак""
Здесь в 1889 году предпринимателем Дыдымовым Акимом Григорьевичем (год рождения неизвестен — 1890-91) — известным промышленником, одним из пионеров китобойного дела на русском Дальнем Востоке была организована одна из первых китобойных баз и жиротопный завод.
В 1890 году Дыдымов А. Г. установил на мысе Пещурова первый опознавательный знак-маяк.
В 1895 году граф Кейзерлинг Генрих Гугович (1866—1944), тоже отставной морской офицер, выкупил киторазделочный завод в бухте Гайдамак, оставшейся у государства после гибели А. Г. Дыдымова, и продолжил здесь китоперерабатывающее производство. Затем построил консервный, бочарный, лесопильный заводы и организовал регулярное пароходное сообщение с городом Владивосток. Открыл школу юнг.
В небольшой бухте Тафуин на западном берегу залива Восток в 1916 году князь Шаховской Н. Н. построил крабоконсервный завод, один из первых в Приморье.
Основан в 1927 году.
Здесь же было крупнейшее рыбообрабатывающее предприятие во время Советского Союза. «Тафуин». Памятник его руководителю до сих пор можно видеть в скверике перед управлением «Южморрыбфлота». Надибаидзе Шалва Георгиевич возглавлял предприятие в период с 1939-го по 1945-й годы и, несмотря на молодость (ему было всего 35 лет), успешно справлялся со сложным и объёмным производством.
В военное время тафуинцы сверх плана заготавливали рыбные консервы, концентраты и солёную продукцию, которая отправлялась на фронт солдатам. О небольшом рыбацком посёлке знала вся страна. Среди лучших работников была Троянова Агния Ефимовна — старший мастер консервного завода рыбокомбината «Тафуин» Главприморрыбпрома. Она стала первой в рыбной промышленности страны женщиной — Героем Социалистического труда.
Из посёлка Тафуин ушёл рядовым на фронт и закончил Великую Отечественную в звании гвардии капитана Ларионов Алексей Алексеевич, награждённый золотой звездой Героя Советского Союза.

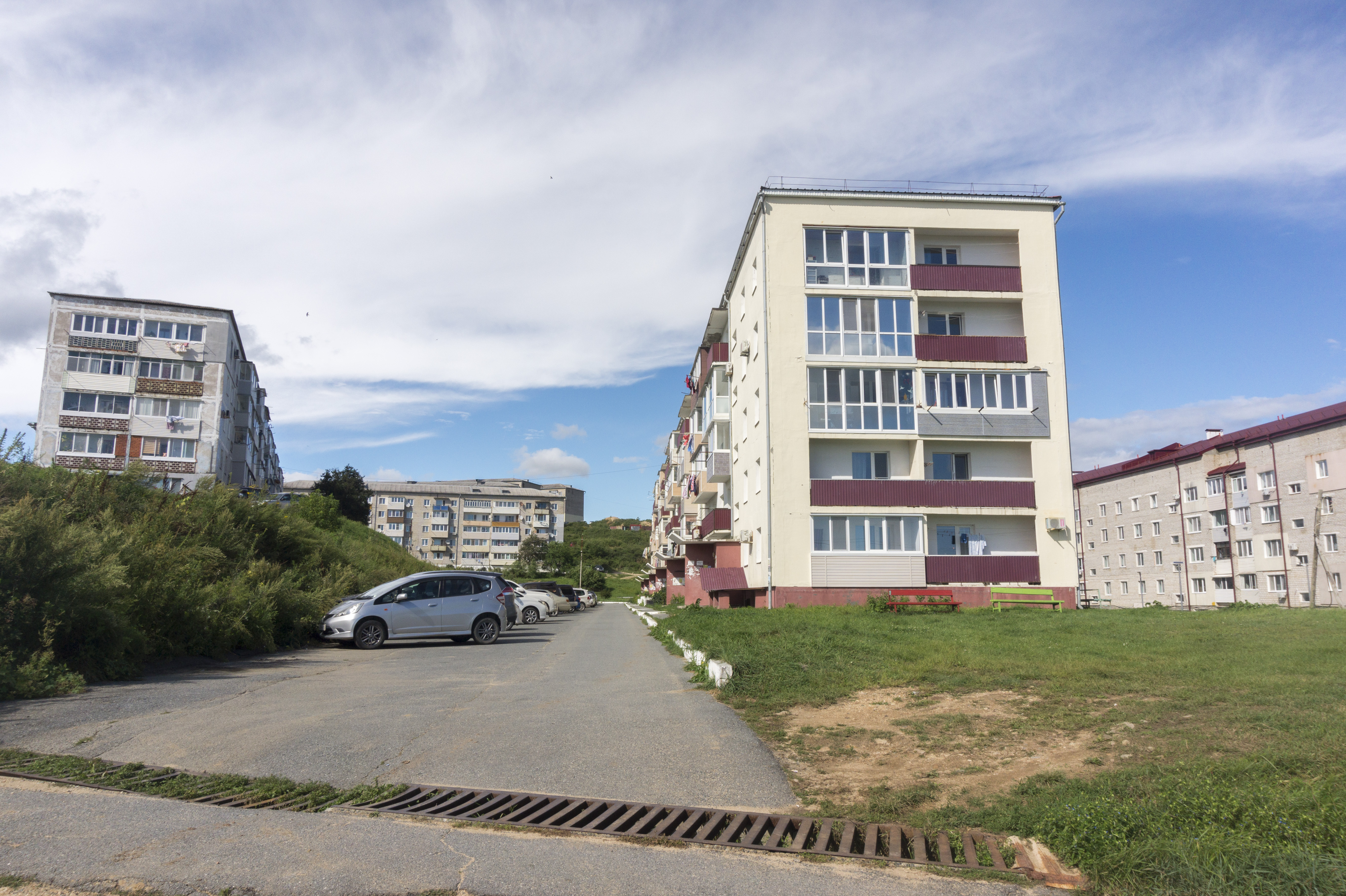
микрорайон Южно-Морской, Приморский край, 2022

## Население
| Численность населения, чел | Численность населения, чел |
| 1927                       | 1966                       |
| -------------------------- | -------------------------- |
| 300                        | ↗3000                      |

К 1927 г. в посёлке проживало 300 человек в четырёх рубленых домах, в трёх казармах на 60, 75 и 100 человек и в 10 корейских фанзах.
В 1966 г. в посёлке проживало более 3000 жителей.

## Экономика
В Южно-Морском расположены:
- «Южморрыбфлот», являющийся одним из ведущих предприятий на Дальнем Востоке по производству рыбных консервов. Основным сырьём для консервного завода являются сайра и сельдь. Помимо консервов из сайры и сельди завод выпускает более двадцати ассортиментных позиций из лососёвых рыб, морской капусты, кальмара, кукумарии, большинство из которых — собственные разработки, производимые только на этом предприятии,
- ООО РПК «Рыбацкий путь». Специализируется на прибрежном рыболовстве и переработке морских биоресурсов. Имеет свой прибрежный рыбодобывающий флот в количестве пяти единиц, цех по заморозке рыбы производительностью 30 тонн в сутки. Строится модуль по более глубокой переработке рыбопродукции.
- Также был построен агаровый завод (ныне полностью ликвидирован), пограничная застава; ранее действовал зверосовхоз, где разводили норку.
- Открыт фотосалон, в КБО открыт пункт по ремонту телевизоров и радиоприёмников.[1]

## Достопримечательности
- Старое японское кладбище
- В летний период на пляжах Южно-Морского много приезжих туристов со всего Дальнего Востока
- Самым популярным пляжем является так называемый «Пляж на Молодёжке» — центральный пляж Южно-Морского. Здесь всегда чистая, прозрачная вода и жёлтый песок
- В Южно-Морском существует ещё порядка 5 диких пляжей, дорогу к которым знают лишь местные жители. Замечательной особенностью пляжей является наличие кварца в песке, что придаёт песку необыкновенное сверкание
- Памятник победы в Великой Отечественной войне
- Памятник Шалве Георгиевичу Надибаидзе
- Маяк на мысе Пещурова
- Памятник героическому труду рабочих рыбокомбината в период Великой Отечественной войны
- Статуя В. И. Ленина, установлена в 1939 году на территории рыбокомбината
- Небольшой парк в районе автовокзала
- При хорошей видимости можно наблюдать мыс Пассека, остров Путятин, остров Аскольд, кекуры Пять пальцев
- Морской берег с восточной стороны Южно-Морского омывается заливом Восток, где расположен Государственный природный комплексный морской заказник краевого значения "Залив Восток" залива Петра Великого Японского моря. По видовому разнообразию рыб оно занимает первое место из всех морей России. 179 видов рыб Японского моря относятся к промысловым. Наиболее значимые из них: тихоокеанская сельдь, анчоус, скумбрия, мойва, терпуг, треска, камбала, палтус, дальневосточная сардина, кета, горбуша и другие. Близ побережья можно встретить около 30 видов дельфинов, китов и тюленей.
- В 1980 г. на въезде в посёлок установлена парковая скульптура, представляющая собой фигуру рыбака в полный рост. Скульптор Комлев Е. И.

## Транспорт
Между Находкой, Владивостоком и посёлком Южно-Морской существует регулярное автобусное сообщение: автобус № 122 Находка — Южно-Морской. Автобус № 544 Владивосток — Южно-Морской .Стоимость проезда из Владивостока составляет 950 рублей. Отправление осуществляется ежедневно: в 18:10 от автовокзала Владивостока до Южно-Морского; в 4:05 от автовокзала Южно-Морского до Владивостока. Кроме этого, такси является очень распространённым видом транспорта среди местного населения. Средняя стоимость поездки на такси между Южно-Морским и Ливадией составляет порядка 100—200 рублей, а до Находки — 600—1509 рублей.

## Спорт
Действовал картинг-клуб «Тайфун», неоднократно занимавший призовые места на различных соревнованиях в Приморском крае и за его пределами. В 2019 признан аварийным и прекратил работу. На месте картинг-клуба возведена база отдыха.